# Aéroport international de Denver
Pour les articles homonymes, voir DEN.
L'aéroport international de Denver (en anglais : Denver International Airport), connu localement sous le sigle DIA (code IATA : DEN • code OACI : KDEN • code FAA : DEN), est un aéroport américain situé à Denver, dans l'État du Colorado. Il est le dixième aéroport mondial quant au trafic commercial, avec plus de 50 millions de passagers qui en font usage en 2009, ainsi que le cinquième aéroport mondial en nombre de mouvements d'avions, avec 607 019 atterrissages et décollages. Il est le principal aéroport des États des montagnes.
Avec 137,8 km2 au nord-est de la ville, il est le plus grand aéroport des États-Unis en superficie et le deuxième au monde après l'aéroport du roi Fahd en Arabie saoudite. Possédant six pistes, dont la plus longue aux États-Unis pour un aéroport commercial avec 4 877 m, il est géré par la ville et le comté de Denver. Sa tour de contrôle de 100 m est l'une des plus hautes en Amérique du Nord. Avec 35 000 employés, l'aéroport international de Denver est le premier employeur de l'État. Il est une plate-forme de correspondance importante pour Frontier Airlines, United Airlines, ainsi que secondaire pour Southwest Airlines. En 2018, ces trois compagnies totalisent près de 85 % du trafic passagers de la plateforme

## Histoire

Carte de l'aéroport.

L'idée d'un nouvel aéroport à Denver pour remplacer l'aéroport international Stapleton émerge dès le début des années 1980. Prévu pour durer 18 mois au début des années 1990, le chantier prend en réalité 36 mois, pour un coût total de 4,8 milliards de dollars. Ce retard est dû aux difficultés rencontrées pour mettre au point un ambitieux système de distribution des bagages entièrement automatisé. Après de nombreux dysfonctionnements, il est remplacé par un système manuel en 2005.
L'inauguration de l'aéroport prend place le 28 février 1995, avec un vol inaugural de United Airlines pour Kansas City.

## Situation

### Carte des 30 principaux aéroports américains
| \| 500 km1:17 479 000 \| Atlanta Los Angeles Chicago · O'Hare Chicago · Midway Dallas · Fort Worth New York · JFK Newark · Liberty New York-LaGuardia Denver San Francisco Charlotte Las Vegas Phoenix Miami Houston Seattle Orlando Minneapolis · Saint-Paul Boston Détroit Philadelphie Fort Lauderdale · Hollywood Baltimore Washington · R. Reagan Washington · Dulles Salt Lake City San Diego Honolulu Tampa Portland |
| 500 km1:17 479 000 |

### Carte des aéroports du Colorado
| \| 50 km1:2 432 000 \|Aspen Colorado Springs Cortez Denver Durango Vail Grand Junction Gunnison · Crested Butte Montrose Pueblo San Luis Telluride Yampa |
| 50 km1:2 432 000 |

## Statistiques
Le graphique qui aurait dû être présenté ici ne peut pas être affiché car il utilise l'ancienne extension Graph, désactivée pour des questions de sécurité. Des indications pour créer un nouveau graphique avec la nouvelle extension Chart sont disponibles ici.

Voir la requête brute et les sources sur Wikidata.

## Compagnies et destinations
| Compagnies               | Destinations | Refs   |
| ------------------------ | --- | ------ |
| Aeroméxico               | Mexico-B. Juárez | [ 5 ]  |
| Air Canada               | Montréal (P.-E.-Trudeau), Toronto (Pearson) | [ 6 ]  |
| Air Canada Express       | Vancouver | [ 6 ]  |
| Air France               | Paris-Charles de Gaulle |        |
| Alaska Airlines          | Portland, Seattle-Tacoma En saison : Anchorage-T.-Stevens | [ 7 ]  |
| Allegiant Air            | Appleton-Outagamie , Cincinnati-Northern Kentucky En saison : Asheville, Knoxville-McGhee Tyson (en), Greater Peoria (en), Provo (en) | [ 9 ]  |
| American Airlines        | Austin-Bergstrom, Charlotte-Douglas, Chicago-O'Hare, Dallas-Fort Worth, Los Angeles, Miami, New York-LaGuardia, Philadelphie, Phoenix-Sky Harbor | [ 10 ] |
| American Eagle           | Los Angeles | [ 10 ] |
| Boutique Air             | Cortez - Comté de Montezuma (en), McCook (en) | [ 11 ] |
| British Airways          | Londres-Heathrow | [ 12 ] |
| Cayman Airways           | En saison : Grand Cayman-O. Roberts | [ 13 ] |
| Copa Airlines            | Panama-Tocumen | [ 14 ] |
| Delta Air Lines          | Atlanta H.-Jackson, Boston Logan , Cincinnati-Northern Kentucky, Détroit, Los Angeles, Minneapolis-Saint-Paul, New York-John F. Kennedy, New York-LaGuardia, Salt Lake City, Seattle-Tacoma | [ 16 ] |
| Delta Connection         | Los Angeles, Seattle-Tacoma |        |
| Denver Air Connection    | Alliance (en), Clovis Municipal Airport (en), Pierre (en), Telluride (en), Watertown (en) | [ 17 ] |
| Edelweiss Air            | En saison : Zurich | [ 18 ] |
| Flair Airlines           | Toronto (Pearson) |        |
| Frontier Airlines        | - Albuquerque, - Atlanta H.-Jackson, - Austin-Bergstrom, - Belize City-P. S. W. Goldson, - Buffalo-Niagara, - Burbank-Hollywood, - Cancún, - Charlotte-Douglas, - Chicago-O'Hare, - Cincinnati-Northern Kentucky, - Cleveland-Hopkins, - John Glenn Columbus, - Cozumel, - Dallas-Fort Worth, - Des Moines, - El Paso, - Nord-ouest de l'Arkansas, - Greenville-Spartanburg, - Harlingen-Valley International (en), - Houston-George Bush, - Indianapolis, - Kansas City, - Knoxville-McGhee Tyson (en), - Las Vegas-Harry-Reid, - Little Rock-Clinton, - Louisville-Standiford Field, - Madison (comté de Dane), - Memphis, - Miami, - Milwaukee-General Mitchell, - Minneapolis-Saint-Paul, - Nashville, - Newark-Liberty, - La Nouvelle-Orléans-L. Armstrong, - Norfolk, - Oakland, - Oklahoma City (Will Rogers-World), - Omaha-Eppley, - Ontario, - Santa Ana-J. Wayne, - Orlando, - Pensacola, - Philadelphie, - Phoenix-Sky Harbor, - Portland, - Raleigh-Durham, - Reno-Tahoe, - Sacramento, - Lambert-Saint Louis, - Salt Lake City, - San Antonio, - San Diego, - San Francisco, - San José (Californie), - Los Cabos, - Seattle-Tacoma, - Tampa, - Washington-Reagan, - Wichita En saison : - Albany, - Anchorage-T.-Stevens, - Baltimore-T. Marshall, - Billings Logan, - Bismarck, - Central Illinois, - Boise, - Boston Logan, - Bozeman Yellowstone (en), - Branson (en), - Burlington, - Cedar Rapids, - Charleston, - Détroit, - Durango-Comté de La Plata (en), - Fargo-Hector, - Fort Myers, - Fresno Yosemite, - Kalispell (en), - Grand Junction (en), - Grand Rapids-G. R. Ford, - Austin-Straubel, - Hartford-Bradley, - Huntsville (en), - Jackson-Evers, - Jackson Hole, - Jacksonville, - Lafayette, - Missoula, - Myrtle Beach, - New York-LaGuardia, - Palm Springs, - Portland (Maine), - Puerto Vallarta, - Savannah, - Sioux Falls, - Spokane, - Syracuse-Hancock, - Tucson, - Tulsa | -      |
| Icelandair               | Reykjavik-Keflavík | [ 20 ] |
| JetBlue                  | Boston Logan, New York-John F. Kennedy, New York-LaGuardia | [ 21 ] |
| Lufthansa                | Francfort, Munich-F. J. Strauß | [ 22 ] |
| Southern Airways Express | Chadron | [ 23 ] |
| Southwest Airlines       | - Albany, - Albuquerque, - Amarillo-Rick Husband (en) , - Atlanta H.-Jackson, - Austin-Bergstrom, - Baltimore-T. Marshall, - Birmingham-Shuttlesworth, - Boise, - Boston Logan, - Bozeman Yellowstone (en), - Buffalo-Niagara, - Burbank-Hollywood, - Cancún, - Charlotte-Douglas, - Chicago-Midway, - Chicago-O'Hare, - Cincinnati-Northern Kentucky, - Cleveland-Hopkins, - Colorado Springs, - John Glenn Columbus, - Dallas-Love Field, - Des Moines, - Détroit, - El Paso, - Eugène , - Fort Lauderdale-Hollywood, - Fresno Yosemite, - Grand Rapids-G. R. Ford, - Hartford-Bradley, - Yampa Valley (en), - Houston-W. P. Hobby, - Houston-George Bush, - Indianapolis, - Jacksonville, - Kansas City, - Las Vegas-Harry-Reid, - Liberia-D.-Oduber, - Little Rock-Clinton, - Long Beach, - Los Angeles, - Louisville-Standiford Field, - Lubbock Preston Smith (en) , - Memphis, - Miami, - Milwaukee-General Mitchell, - Minneapolis-Saint-Paul, - Montrose (en), - Nashville, - La Nouvelle-Orléans-L. Armstrong, - New York-LaGuardia, - Oakland, - Oklahoma City (Will Rogers-World), - Omaha-Eppley, - Ontario, - Santa Ana-J. Wayne, - Orlando, - Palm Springs, - Plages du nord-ouest de la Floride, - Philadelphie, - Phoenix-Sky Harbor, - Pittsburgh, - Portland, - Puerto Vallarta, - Raleigh-Durham, - Reno-Tahoe, - Richmond-Byrd Field, - Sacramento, - Lambert-Saint Louis, - Salt Lake City, - San Antonio, - San Diego, - San Francisco, - San José (Californie), - San José-J. Santamaría, - Los Cabos, - Santa Barbara (en), - Savannah, - Seattle-Tacoma, - Spokane, - Tampa, - Tucson, - Tulsa, - Washington-Dulles, - Wichita En saison : - Belize City-P. S. W. Goldson, - Charleston, - Cozumel , - Fort Myers, - Midland , - Norfolk, - Pensacola, - Sarasota-Bradenton | [ 26 ] |
| Spirit Airlines          | Atlanta H.-Jackson, Baltimore-T. Marshall, Chicago-O'Hare, Détroit, Fort Lauderdale-Hollywood, Houston-George Bush, Las Vegas-Harry-Reid, Miami En saison : Los Angeles, Minneapolis-Saint-Paul | [ 27 ] |
| Sun Country Airlines     | Minneapolis-Saint-Paul | [ 28 ] |
| Turkish Airlines         | Istanbul |        |
| United Airlines          | - Albuquerque, - Anchorage-T.-Stevens, - Atlanta H.-Jackson, - Austin-Bergstrom, - Baltimore-T. Marshall, - Billings Logan, - Boise, - Boston Logan, - Bozeman Yellowstone (en), - Burbank-Hollywood, - Calgary, - Cancún, - Cedar Rapids, - Chicago-O'Hare, - Cincinnati-Northern Kentucky, - Cleveland-Hopkins, - Colorado Springs, - John Glenn Columbus, - Dallas-Fort Worth, - Des Moines, - Détroit, - Eugène, - Fort Lauderdale-Hollywood, - Fort Myers, - Francfort, - Fresno Yosemite, - Grand Rapids-G. R. Ford, - Hartford-Bradley, - Honolulu, - Houston-George Bush, - Indianapolis, - Jacksonville, - Kahului, - Kona, - Kansas City, - Las Vegas-Harry-Reid, - Līhuʻe, - Londres-Heathrow , - Los Angeles, - Madison (comté de Dane), - Medford (Oregon), - Memphis, - Miami, - Milwaukee-General Mitchell, - Minneapolis-Saint-Paul, - Missoula, - Munich-F. J. Strauß , - Nashville, - Newark-Liberty, - La Nouvelle-Orléans-L. Armstrong, - New York-LaGuardia, - Norfolk, - Oklahoma City (Will Rogers-World), - Omaha-Eppley, - Ontario, - Santa Ana-J. Wayne, - Orlando, - Philadelphie, - Phoenix-Sky Harbor, - Pittsburgh, - Portland, - Puerto Vallarta, - Raleigh-Durham, - Rapid City, - Reno-Tahoe, - Richmond-Byrd Field, - Sacramento, - Lambert-Saint Louis, - Salt Lake City, - San Antonio, - San Diego, - San Francisco, - San José (Californie), - Los Cabos, - Santa Barbara (en), - Seattle-Tacoma, - Sioux Falls, - Spokane, - Tampa, - Tokyo-Narita , - Toronto (Pearson), - Tulsa, - Vancouver, - Washington-Dulles, - Washington-Reagan, - Wichita En saison : - Belize City-P. S. W. Goldson, - Burlington, - Charlotte-Douglas, - Cozumel, - Fairbanks, - Yampa Valley (en), - Kalispell (en), - Gunnison–Crested Butte (en), - Jackson Hole, - Liberia-D.-Oduber, - Montrose (en), - Nassau L. Pindling, - Palm Springs, - Portland (Maine), - Redmond (Roberts Field) (en), - Roatán-J. M. Gálvez, - San José-J. Santamaría, - Sarasota-Bradenton, - Tucson | [ 32 ] |
| United Express           | - Alamosa-San Luis Valley (en), - Albuquerque, - Amarillo-Rick Husband (en), - Appleton-Outagamie, - Aspen, - Atlanta H.-Jackson, - Austin-Bergstrom, - Bakersfield-Meadows Field (en), - Billings Logan, - Birmingham-Shuttlesworth, - Bismarck, - Boise, - Bozeman Yellowstone (en), - Burbank-Hollywood, - Bert-Mooney, - Calgary, - Casper (comté de Natrona), - Cedar Rapids, - Charleston, - Charlotte-Douglas, - Cheyenne, - Yellowstone, - Colorado Springs, - Columbia, - Dallas-Fort Worth, - Dayton, - Des Moines, - Devils Lake (en), - Dickinson (en), - Dodge City (en), - Durango-Comté de La Plata (en), - Vail (comté d'Eagle), - Edmonton, - El Paso, - Eugène, - Arcata-Eureka, - Fargo-Hector, - Farmington (Four Corners) (en), - Nord-ouest de l'Arkansas, - Flagstaff Pulliam (en), - Fort Dodge (en), - Fresno Yosemite, - Gillette-Campbell County (en), - Kalispell (en), - Grand Junction (en), - Grand Rapids-G. R. Ford, - Great Falls, - Greenville-Spartanburg, - Gunnison–Crested Butte (en), - Yampa Valley (en), - Hays (en), - Helena (en), - Lea, - Huntsville (en), - Idaho Falls (en), - Indianapolis, - Jackson Hole, - Jamestown (en), - Joplin, - Kansas City, - Kearney (en), - Laramie, - Lewiston (comté des Nez-Percés) (en), - Liberal (en), - Lincoln (en), - Little Rock-Clinton, - Louisville-Standiford Field, - Lubbock Preston Smith (en), - Madison (comté de Dane), - Medford (Oregon), - Memphis, - Midland, - Minot, - Missoula, - Canyonlands Field, - Monterey (Californie), - Moline (Quad-City) (en), - Montrose (en), - Nashville, - La Nouvelle-Orléans-L. Armstrong, - North Platte (en), - Oklahoma City (Will Rogers-World), - Omaha-Eppley, - Palm Springs, - Phoenix-Sky Harbor, - Prescott (en), - Pueblo (en), - Rapid City, - Redmond (Roberts Field) (en), - Reno-Tahoe, - Richmond-Byrd Field, - Riverton (en), - Rock Springs (Sweetwater County), - Sacramento, - St. George (en), - Lambert-Saint Louis, - Salt Lake City, - Salina (en), - San Antonio, - San Diego, - San José (Californie), - San Luis Obispo (en), - Santa Barbara (en), - Santa Fe, - Santa Maria, CA (en), - Santa Rosa, CA, - Savannah, - Scottsbluff-Western Nebraska (en), - Comté de Sheridan, - Aérodrome de Shreveport (en), - Sioux City (Sioux Gateway), - Sioux Falls, - Spokane, - Springfield–Branson (en), - Syracuse-Hancock, - Toronto (Pearson), - Tri-Cities (Washington) (en), - Tucson, - Tulsa, - Vernal (en), - Wichita, En saison : - Bishop-Eastern Sierra (en), - Fort Walton-Nord Floride, - Norfolk, - North Bend (en), - Plages du nord-ouest de la Floride, - Pensacola, - Sarasota-Bradenton, - Seattle-Tacoma, - Sun Valley (Idaho) (en), - Traverse City-Cherry Capital, - West Yellowstone | [ 32 ] |
| Volaris                  | Chihuahua-R. Fierro V, Guadalajara-M. Hidalgo y Costilla, Mexico-B. Juárez | [ 33 ] |
| WestJet                  | Calgary | [ 34 ] |

Édité le 03/01/2022

## Projets
En 2018, les travaux ont commencé sur une importante rénovation intérieure et reconfiguration incluant les phases initiales de construction pour relocaliser deux des trois TSAdes points de contrôle de sécurité de la Grande Salle du niveau 5 au niveau 6 (Est et Ouest) tout en mettant à jour et en consolidant simultanément les comptoirs de billets d'avion / l'enregistrement pour toutes les compagnies aériennes À terme, des zones de rassemblement et de loisirs avant et après la sécurité seront incorporées dans les espaces où se trouvent actuellement les deux vastes zones de sécurité de la TSA au niveau 5. Le troisième point de contrôle de sécurité de la TSA actuellement accessible via le pont du hall A devrait être supprimé. La rénovation et la reconfiguration ramèneront l'intention et l'utilisation originales de la Grande Salle en tant que grand espace commun pour les clients de l'aéroport et les visiteurs. Ce projet de terminal en plusieurs phases devrait être achevé d'ici 2025.
De plus, des travaux sont en cours pour agrandir les trois halls, avec 12 nouvelles portes ajoutées à A (dont plusieurs avec un accès direct aux douanes et à la protection des frontières des États-Unis ), 11 à B et 16 à C pour un total de 39 portes.  Après l'achèvement de ce projet, United Airlines louera 24 portes supplémentaires sur A et B (ce qui porte son nombre total de portes à DEN à environ 90), ainsi que la construction d'un nouveau United Club en A et l'expansion de leurs clubs existants. en B.  Southwest Airlines louera 16 des nouvelles portes sur C, ce qui porte à 40 le nombre total de portes à DEN Lorsque les projets de terminal et de hall en cours seront terminés, l'aéroport pourra accueillir plus de 90 millions de passagers par an.

## Prix
L'aéroport international de Denver est élu 4e meilleur aéroport mondial dans la catégorie de plus de 40 millions de passagers en 2008 par le Conseil international des aéroports.

## Accidents
Le 20 décembre 2008, le vol 1404 Continental Airlines s'est écrasé après avoir raté son décollage de la piste 34R, faisant 2 blessés graves mais aucun décès. L'avion est détruit par un incendie. La conclusion de l'enquête met en cause de fortes rafales latérales liées à une onde orographique au-delà des limites supportables par le Boeing 737-500, pour lesquelles le pilote n'avait pas été formé et pour lesquelles il n'était pas entraîné.

## Galerie
|  |

## Controverse
Certains partisans de la théorie du complot (David Icke et d'autres) pensent que l’aéroport de Denver est en vérité une couverture pour dissimuler un réseau de galeries souterraines. Ceux-ci cacheraient entre autres une base secrète.

## Dans la culture populaire
- La mission finale du jeu vidéo Tom Clancy's Splinter Cell: Conviction se déroule à l’aéroport de Denver.
- Dans la série littéraire Tugdual, l'aéroport de Denver est une base secrète contrôlée par les membres d'un mystérieux Ordre nommée OMG (Ordre de la Main Germinale) et abritant, dans un vaste réseaux de souterrains, des enfants hybrides nés d'extraterrestres et d'humains. Cette base est située sous l'aéroport. Les auteures se sont inspirées de la théorie du complot lié à l'aéroport.